# Хамхоев, Иса Баматгиреевич
Иса́ (Исса) Баматгире́евич Хамхо́ев (ингуш. Хамхой Баматгире Ӏийса; род. 23 мая 1962, Алма-Ата) — российский ингушский религиозный деятель, муфтий Ингушетии (2004—2019, 2020—н. в.). Являлся первым заместителем предшествующего муфтия Магомеда Албогачиева и занял пост после его ухода в отставку, вызванного нападением боевиков на Назрань. Во время своего руководства муфтиятом Хамхоев боролся с ваххабизмом. Около 2015 года обострился конфликт Хамхоева с президентом Ингушетии Юнус-Беком Евкуровым, в результате чего муфтият подвергался административному давлению и в 2019 году, вскоре после временного ухода Хамхоева с поста, был юридически ликвидирован судом.

## Биография
Родился 23 мая 1962 года в Алма-Ате, Казахская ССР, куда семья была выслана в 1944 году в ходе депортации чеченцев и ингушей. По национальности ингуш. В школьном возрасте начал изучать арабский язык и теологические науки под руководством видных ингушских богословов. В 1993—1994 годах преподавал в Исламском институте имени Имама аль-Шафии в Назрани, в 1994—1995 годах был главой администрации села Насыр-Корт.
С 1995 года занимал различные должности в Духовном центре мусульман Ингушетии (ДЦМРИ): был заместителем муфтия по связям с общественными и государственными организациями, первым заместителем муфтия.
После нападения боевиков на Назрань муфтий Ингушетии Магомед Албогачиев ушёл в отставку. 8 июля 2004 года на заседании Совета алимов Ингушетии Хамхоев был избран председателем ДЦМРИ — муфтием Ингушетии. В 2009 году был переизбран, а 15 июля 2014 года был переизбран на третий срок.

### Противостояние с Евкуровым
После избрания в 2008 году президентом Ингушетии Юнус-Бека Евкурова (2008—2019) муфтият на некоторое время обрёл прежнее влияние. Так, в 2011 году муфтиятом был заложен исламский комплекс в Магасе, строительство которого финансировалось специальным фондом под руководством сенатора от Ингушетии Ахмета Паланкоева.
К 2014—2015 годам оформилось противостояние между Хамхоевым и Евкуровым. По мнению адвоката Калоя Ахильгова, в 2009—2010 годах являвшегося пресс-секретарем Евкурова, началом конфликта послужили перевыборы муфтия, которые Хамхоев провёл в 2009 году, когда Евкуров лежал в больнице после покушения на него.
По словам Ахильгова, перед следующими выборами муфтия в 2014 году Евкуров предложил ему уйти в отставку, но получил отказ. В 2015 году Евкуров предложил включить в структуру ДЦМРИ салафитские мечети, но Хамхоев отказался. После этого началось административное давление на ДЦМРИ: в 2015 году закрыли курируемое ДЦМРИ радио «Ангушт», в 2016 году в ДЦМРИ прошли проверки на финансовые нарушения.
Летом 2015 года Хамхоев и его сторонники попытались силой отставить имама Насыр-Кортской мечети Назрани салафитского проповедника Хамзата Чумакова, что привело к массовым столкновениям. После этого Евкуров вновь потребовал ухода Хамхоева. В январе 2016 года в администрации Ингушетии было создано Управление по делам религии, которому была передана организация хаджа.
По инициативе Евкурова управление Министерства юстиции России по Ингушетии подало иск о ликвидации ДЦМРИ. 29 марта 2016 года прошёл Съезд мусульман Ингушетии, поддержавший Хамхоева. Также его поддержал верховный муфтий России Талгат Таджуддин. 31 января 2007 года неизвестные лица обстреляли автомобиль Хамхоева, когда тот ехал по Назрани, в результате тяжёлое ранение получил его сын. В сентябре 2017 иск был отозван в связи с заключением мирового соглашения; по мнению правозащитника Магомеда Муцольгова, это произошло, чтобы избежать скандала перед выборами главы Ингушетии, запланированными на 2018 год.
В феврале 2018 году Евкуров распорядился взять под контроль проповеди, читаемые в мечетях Ингушетии. В марта 2018 года в селе Долаково Росгвардия окружила школу хафизов, курируемую ДЦМРИ. В мае 2018 года суд изъял у ДЦМРИ землю под строящийся исламский комплекс в Магасе.
В результате в мае 2018 года ДЦМРИ отлучил Евкурова от мусульманской общины, назвав 9 причин этого, включая «попытку ликвидировать муфтият республики Ингушетии и полную блокировку её деятельности с незаконным использованием административного ресурса», «преследование имамов населённых пунктов и работников духовного управления, попытки запугивания и угрозы в их адрес и адрес их близких» и «изъятие у ДЦМ республики Ингушетии земельного участка находящегося под строительством центральной мечети города Магас». В июне 2018 года глава Совета муфтиев России Ильдар Аляутдинов поставил под сомнение легитимность ДЦМРИ и предложил ему подчиниться Евкурову.

### Поддержка протестов
В 2018 году ДЦМРИ оказал поддержку протестам против проведения границы между Ингушетией и Чечнёй. 1 декабря 2018 года Съезд мусульман Ингушетии заявил, что пограничный договор Евкурова и главы Чечни Рамзана Кадырова «не соответствует интересам мусульман республики», «подрывает вековые братские отношения» между чеченцами и ингушами и служит разжиганию межнациональной розни. 12 января 2019 года Координационный центр мусульман Северного Кавказа (КЦМСК) приостановил участие в своей деятельности Хамхоева, призвав его не вмешиваться в деятельность государственных органов.
3 апреля 2019 года был проведён обыск у Хамхоева, а на следующий день его заместителя Мусу Мейриева оштрафовали за участие в митинге. 11 июня 2019 года силовики изъяли документы в ДЦМРИ и провели обыски у Хамхоева и его брата, а также у кадия Ингушетии Абдурахмана Мартазанова. 26 июня 2019 года Евкуров ушёл в отставку. В июле 2019 года новым муфтием Ингушетии был избран Мартазанов. Перед голосованием Хамхоев, имам села Троицкое Али Арапханов и бывший ректор исламского института Магомед-Башир Аушев сняли свои кандидатуры. По мнению политолога Руслана Мартагова, смена муфтия стала возможной благодаря отставке Евкурова, потому что «Отставка под давлением Евкурова означала бы проявление слабости и потерю авторитета у верующих». В окружении Хамхоева заявили, что он давно обещал уйти в отставку сразу же после ухода Евкурова.
По словам заместителя муфтия Ингушетии Магомеда-Алима Хаштырова, после смены муфтия ДЦМРИ дал понять властям, что готов с ними сотрудничать в рамках действующего законодательства, однако «стало понятно, что ситуация не изменилась». В августе 2019 года новый глава Ингушетии Махмуд-Али Калиматов распустил Управление по делам религии при главе Ингушетии.
В сентябре 2019 года Верховный суд Ингушетии вынес решение по новому иску управления Министерства юстиции России по Ингушетии, постановив ликвидировать ДЦМРИ как юридическое лицо. По мнению Муцольгова, такое решение стало следствием того, что «выступив против договора о новых границах между Ингушетией и Чечней, муфтий [Хамхоев] оказался на политическом поле борьбы не только с действующей республиканской властью, но и с федеральным центром».
В апреле 2020 года Мартазанов умер от COVID-19 и 10 августа 2020 года муфтием был вновь избран Хамхоев. Хамхоев не признал решение суда о ликвидации ДЦМРИ и продолжил деятельность как муфтия, посещая мечети, встречаясь с алимами и жителями, из-за чего в отношении него завели административные дела о незаконной миссионерской деятельности. В январе-июне 2021 года он получил три штрафа; Верховный суд Ингушетии отменил один из штрафов в связи с истечением срока давности привлечения к административной ответственности, Пятый кассационный суд в Пятигорске оставил в силе решение Верховного суда Ингушетии.

## Награды
Награждён орденом Республики Ингушетия «За заслуги», почётными грамотами и дипломами.

## Семья
Женат, имеет пятерых детей.